# George Nikolaus Halm
George Nikolaus Halm (eigentlich Georg Halm; geboren 10. September 1901 in München; gestorben 1. Juli 1984 in Santa Rosa, Kalifornien) war ein deutsch-US-amerikanischer Wirtschaftswissenschaftler. 

## Leben
Georg Halm war ein Sohn des Grafikers Peter Halm und der Katharina Müller (1873–1953). Halm studierte ab 1919 Nationalökonomie an der Universität München und war nach der Promotion ab 1926 Assistent bei Adolf Weber. Ab 1928 war er außerordentlicher Professor für Sozialpolitik, soziale Fürsorge, Statistik und Versicherungswirtschaft an der Universität Würzburg. Er war mit der Jüdin Leonore Friedlaender verheiratet, hatte zwei „halbjüdische Kinder“ und wurde aus antisemitischen Gründen beruflich benachteiligt. Er ging deshalb 1936 mit einem Besuchervisum in die USA.
Ab 1937 lehrte er als Professor für Wirtschaftswissenschaften an der Tufts University, ab 1944 als Professor für Internationale Wirtschaftswissenschaften an der Fletcher School of Law and Diplomacy. 1955 wurde er in die American Academy of Arts and Sciences gewählt.

## Schriften (Auswahl)
- Die Konkurrenz, München: Duncker & Humblot, 1929.
- Geld, Kredit, Banken, München: Duncker & Humblot, 1935.
- Further Considerations on the Possibility of Adequate Calculation in a Socialist Community In: Collectivist Economic Planning,  F. A. Hayek ed., London: George Routledge & Sons, Ltd., 1938 (online)
- Monetary theory: a modern treatment of the essentials of money and banking, Philadelphia: Blakiston, 1942. (online)
- International Monetary Cooperation, Chapel Hill: The University of North Carolina Press, 1945. (online)
- Economics of Money and Banking, Homewood, Illinois: Richard D. Irwin Inc., 1956 (online)
- Economic Systems: A Comparative Analysis, New York, Chicago, San Francisco: Holt, Rinehart and Winston, 1960. (online)
- A Guide to International Monetary Reform, Lexington, MA, Toronto, London: Lexington Books, 1975 (online)
- Jamaica and the par-value system In: Essays in International Finance, No. 120 (1977) (online)